# Joseph Campanella
Joseph A. Campanella (* 21. November 1924 in New York City; † 16. Mai 2018 in Sherman Oaks, Kalifornien) war ein US-amerikanischer Schauspieler, abonniert auf ernsthafte, gesetzte und gediegene Charaktere.

## Leben und Wirken
Der schmale, hochgewachsene (1,85 Meter) New Yorker war seit den frühen 50er Jahren einer der bestbeschäftigten Fernsehschauspieler seines Landes. Zuvor hatte er bis 1949 die Columbia University besucht und unterzog sich im Anschluss daran einer künstlerischen Ausbildung bei Lee Strasberg. Im Januar 1954 gab er am Theater sein Profi-Debüt. Zeitweilig (1962/63) erhielt Campanella auch Theaterrollen am Broadway in New York (The Captains and the Kings, A Gift of Time, Hot Spot).
Seit 1952 begann das Fernsehen beträchtlich an Bedeutung in seiner Karriere zu gewinnen. Campanella war über ein halbes Jahrhundert lang vor allem als Gaststar in einer großen Anzahl an Fernsehserien zu sehen, übernahm aber auch durchgehende Serienrollen wie etwa in Mannix und in The Bold Ones: The Lawyers. Immer wieder besetzte man ihn als urbanen seriösen Typ: er spielte Geschäftsleute, Polizeiinspektoren, Richter und mehrfach Anwälte. Campanellas Ausflüge zum Kinofilm sind nicht eben zahlreich und kaum erwähnenswert.
Campanellas sonore, gut ausgebildete Stimme führte auch zu Engagements als Sprecher, so etwa Ende der 70er Jahre bei der kanadischen populärwissenschaftlichen Doku-Reihe Science International.

## Filmografie (Auswahl)

### Kino
- 1960: Unterwelt (Murder Inc.)
- 1963: Die Saat der Liebe (The Young Lovers)
- 1967: Chicago-Massaker (The St. Valentine’s Day Massacre)
- 1972: Ben
- 1974: Child Under a Leaf
- 1979: Meteor
- 1979: Die Schläger von Brooklyn (Defiance)
- 1980: Geheimsache Hangar 18 (Hangar 18)
- 1981: Endstation Planet Erde (Earthbound)
- 1986: Stahl-Justiz (Steele Justice)
- 1988: The Game
- 1989: Kick-Boxer 2 – Blutsbrüder (No Retreat, No Surrender 3: Blood Brothers)
- 1989: Die Stärke der Macht (A Show of Force)
- 1989: Eine verhängnisvolle Verbindung (Body Chemistry)
- 1990: Der Hollywood Clou (Down the Drain)
- 1990: Club Fed
- 1992: Space Case
- 1992: Cafe Romeo
- 1993: The Force Within
- 1994: Hologram Man
- 1996: The Glass Cage
- 1997: Dust
- 1998: The Right Way
- 1999: Grizzly Adams
- 2008: For Heaven’s Sake
- 2009: Lost Dream

### Fernsehen
- 1952: Suspense (Serie)
- 1955–57: Robert Montgomery Presents (Serie)
- 1959/60: Springfield Story (Serie)
- 1961/62: Gnadenlose Stadt (Naked City, Serie)
- 1963–68: Die Leute von der Shiloh Ranch (Serie)
- 1964–67: Auf der Flucht (Serie)
- 1966/67: Big Valley (Serie)
- 1966–72: FBI (Serie)
- 1967/68: Kobra, übernehmen Sie (Serie)
- 1967–72: Mannix (Serie)
- 1968–72: Rauchende Colts (Serie)
- 1969: Gleich ist es soweit (Any Second Now)
- 1969–72: The Bold Ones: The Lawyers (Serie)
- 1969–75: Der Chef (Serie)
- 1970/71: Dr. med. Marcus Welby (Marcus Welby, M.D., Serie)
- 1971: Alias Smith und Jones (Alias Smith and Jones, Serie)
- 1974: Seilbahn in den Tod (Skyway to Death)
- 1974: Hochhaus in Flammen (Terror on the 40th Floor)
- 1975: Luftpiraten (Sky Heist)
- 1976–82: One Day at a Time (Serie)
- 1977–82: Quincy
- 1982: Dies ist mein Kind! (My Body, My Child)
- 1982: Veliki Transport (Serie)
- 1985/86: Die Colbys – Das Imperium (Serie)
- 1987: Golden Girls (Serie, Folge 2x24: Tatort Miami)
- 1987–92: Zeit der Sehnsucht (Days of Our Lives, Serie)
- 1988/89: Dallas (Serie)
- 1991: Schatten der Macht (Memories of Midnight)
- 1991: Original Intent
- 1992: Baywatch
- 1994–97: New Spiderman (Serie)
- 1996/97: Pacific Blue – Die Strandpolizei (Pacific Blue, Serie)
- 1998–2001: Practice – Die Anwälte (Serie)
- 2001: That’s Life (Serie)
- 2002: The Glow – Der Schein trügt (The Glow)
- 2005: Reich und Schön (Serie)